# انقباض و انبساط حلقه

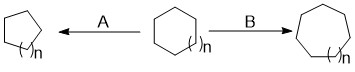
حالت کلی انقباض حلقه(A) و انبساط حلقه (B).

واکنش‌های انبساط حلقه و انقباض حلقه(به انگلیسی: Ring expansion and contraction) در سنتز ترکیبات آلی به مجموعه ای از واکنش‌ها اشاره دارد که می‌تواند منجر به انبساط (بزرگتر شدن) یا انقباض (کوچکتر شدن) حلقه شود.